# Língua qiang
A língua qiang (em chinês:  羌, transl. Qiāng) é uma língua do subgrupo qiang falada pelo povo homônimo. Seus falantes situam-se na Prefeitura Autônoma Tibetana e Qiang de Aba. De acordo com Sun (1981a), ela é dividida em dois dialetos principais: o dialeto do norte (também subdividido por Sun no subdialetos de luhua, mawo, cimulin, weigu, e yadu) e o do sul (subdividido nos subdialetos de daqishan, taoping, longxi, mianchi, and heihu). No entanto, ela também pode ser tratada como um conjunto de línguas no lugar de uma língua única.
Faz parte do ramo tibeto-birmanês da família sino-tibetana. A língua até recentemente não tinha nenhum sistema de escrita oficial, e seus falantes faziam marcas em madeira com o intuito de registrar eventos ou se comunicar. Um sistema de escrita foi desenvolvido nos anos 1980 por um grupo de especialistas na língua, entretanto, ele não foi promulgado com uma das principais razões sendo a sua complexidade, que por sua vez decorre da complexidade da fonologia da língua.
Os qiangs geralmente usam o chinês para se comunicar com outros povos e a língua também é usada nas escolas da região. Contudo, nos últimos anos, tem havido um movimento para implementar a educação bilíngue, pois o uso exclusivo do chinês causa evasão de estudantes moradores de vilas remotas pois muitos não falam chinês. Apesar disso, a maioria dos qiangs fala chinês e o número de falantes de qiang está diminuindo, influenciado pela chegada da língua chinesa por causa dos meios de comunicação.
A fonologia da língua qiang é complexa mesmo para o grupo em que está classificada, com 39 consoantes que podem aparecer no começo e fim de palavras. Em contraste, o sistema vocálico não é tão complexo quanto, mas a duração das vogais tem influência sobre o significado de palavras. Ocorrem também parcial nasalização de vogais fechadas no começo de palavras (fenômeno que pode estar relacionado à rinoglotofilia) e a harmonia vocálica também está presente.

## Dialetologia
A dialetologia da língua qiang ainda é pouco desenvolvida. Wen (1941) foi o primeiro a dividir a língua em variantes, separando-a em 8: Wa Si, Yan Men, Zhong San Ku, Hou Er Gu, Jiu Zi Tun, Pu Xi, Heishui, Luhua. Atualmente, divide-se a língua em duas variedades, a do norte e a do sul. O primeiro linguista a dividir a língua em duas variantes foi Sun (1981a). As variedades se diferenciam em gramática e fonologia.
H. Sun e Liu dão como diferenças entre as duas variantes generalizações tipológicas, não especificando as diferenças entre os subgrupos dentro destas. Segundo Liu, os subgrupos do norte são mutualmente inteligíveis, ao contrário das do sul, que não são. B. Huang & Zhou (2006) propõem um sistema de subgrupo diferente, mas ainda seguem o modelo das variantes do norte e do sul.

## Fonologia

### Consoantes
Abaixo há uma tabela com as consoantes da língua. Aquelas entre parênteses apenas ocorrem como alofones.
|             |             | Labial    | Dental | Retroflexa | Palatal | Velar | Uvular | Glotal |
| ----------- | ----------- | --------- | ------ | ---------- | ------- | ----- | ------ | ------ |
| Plosiva     | surda       | /p/       | /t/    |            |         | /k/   | /q/    | ([ʔ])  |
| Plosiva     | aspirada    | /ph/      | /th/   |            |         | /kh/  | /qh/   |        |
| Plosiva     | sonora      | /b/       | /d/    |            |         | /g/   |        |        |
| Africada    | surda       |           | /ts/   | /tʂ/       | /tɕ/    |       |        |        |
| Africada    | aspirada    |           | /tsh/  | /tʂh/      | /tɕh/   |       |        |        |
| Africada    | sonora      |           | /dz/   | /dʐ/       | /dʑ/    |       |        |        |
| Fricativa   | surda       | /ɸ/ ([f]) | /s/    | /ʂ/        | /ɕ/     | /x/   | /χ/    | /h/    |
| Fricativa   | sonora      | ([v])     | /z/    | /ʐ/ ([ɹ])  | ([ʑ])   | ([ɣ]) | /ʁ/    | /ɦ/    |
| Nasal       | Nasal       | /m/       | /n/    | /ɳ/        | /ɲ/     | /ŋ/   |        |        |
| Lateral     | surda       |           | /ɬ/    |            |         |       |        |        |
| Lateral     | sonora      |           | /l/    |            |         |       |        |        |
| Aproximante | Aproximante | ([w])     |        |            | ([j])   |       |        |        |

A oclusiva glotal, mostrada na tabela como alofone, muitas vezes pode ser ouvida na ausência de uma consoante inicial. No entanto, a oclusiva glotal não contrasta fonemicamente com um onset vocálico. Todas as consoantes, com a exceção dos alofones, podem ser ouvidas no começo de palavras.
Encontros consonantais podem ser formados pela consoante /ʂ/ seguida por /p, t, k, q, tɕ, b, d, g, m, dʑ/, por /x/ seguido de /k, s, ɕ, tʂ, ɬ, l, d, z, n, dʑ, ɳ, ʐ, dʐ/, ou por /χ/ seguido por /q, s, ʂ, tʂ, ɬ, l, d, z, n, dʑ, ɳ, ʐ, dʐ/.

### Vogais
Abaixo há uma tabela com as vogais da língua.
|         | Anterior            | Central | Posterior |
| ------- | ------------------- | ------- | --------- |
| Fechada | /i/, /iː/ /y/, /yː/ |         | /u/, /uː/ |
| Média   | /e/, /eː/           | /ə/     | /o/, /oː/ |
| Aberta  | /a/, /aː/           |         | /ɑ/, /ɑː/ |

As vogais /i/ e /u/ não mudam o significado das palavras se trocadas por /e/ e /o/ de forma respectiva. [o] e [e] podem ser pronunciadas como [ɔ] e [ɛ] respectivamente. Vogais fechadas no começo de palavras são parcialmente nasalizadas, fato que está possivelmente relacionado à rinoglotofilia. Em certos dialetos ocorrem também a roticização, faringealização, ou ambos na mesma vogal.

## Morfologia

### Negação
A forma negativa pode ser feita com o prefixo /mə-/ (que é afetado pela harmonia vocálica). Também existe o sufixo proibitivo /tɕə-/. Os dois não podem aparecer no mesmo complexo verbal.
Exemplos:
- hɑ-tɕə-ʁ - 'Não vá para fora'
- hɑ-mɑ-qɑ - 'Não fui para fora'

### Interrogação
Uma pergunta de sim e não pode ser feita com /-nɑ/ (apenas segunda pessoa do singular) ou /ŋuɑ/ (muitas vezes pronunciado como /wuɑ/; usado para todo o resto), além do tom ascendente. O sufixo /-ja/, o mesmo usado para afirmações mas com diferença na entonação pode ser usado para perguntas retóricas. Partículas interrogativas são usadas mesmo se pronomes interrogativos estiverem presentes.
Exemplos:
- theː-ʐme-ŋuə-ŋuɑ? - 'Ele(a) é qiang?'

- tɕile-wu-ʐme-ŋuɑ-ja? - 'Nós somos todos qiang?' (pergunta retórica)

### Casos gramaticais
A língua qiang tem os casos gramaticais ablativo (marcado com /wu/), genitivo (marcado com /tɕə̥/), instrumentativo (marcado com /wu/, que também marca o perlativo e ablativo), locativo (marcado com /ʁɑ, lɑ, tɑ/), perlativo (marcado com /wu/), comparativo (marcado com /ɲiki, sə̥/) e comitativo (marcado com /ɲɑ/).